# Hofschaftsmuseum „Am Busch“

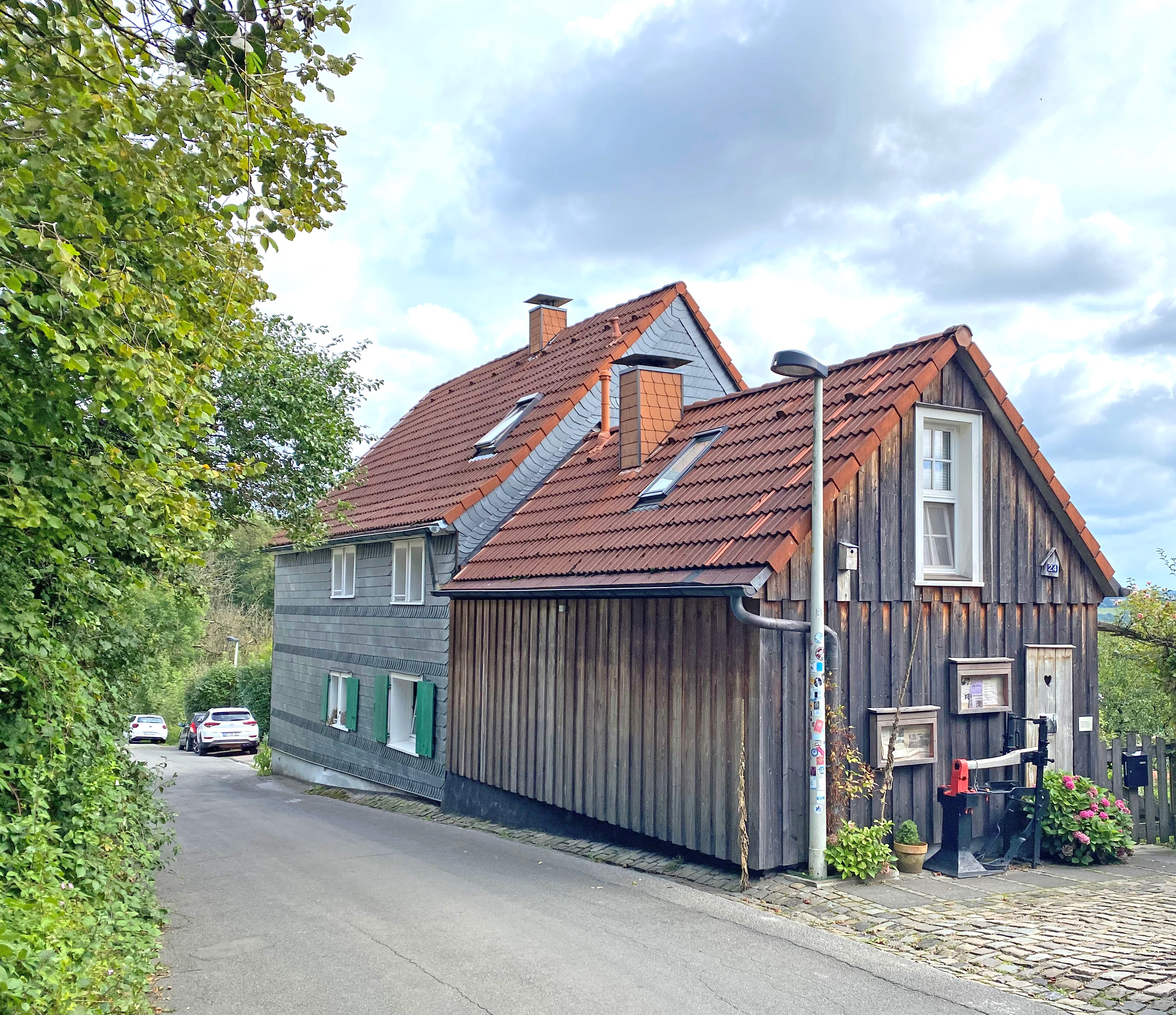
Hofschaftsmuseum Am Busch

Das Hofschaftsmuseum „Am Busch“ befindet sich im Haus zum Busch, Buscher Feld 24, in der alten Hofschaft Busch in Gräfrath, Solingen. Das Haus gehörte einer alten Solinger Ackerer-, Schleifer- und Sprengmeisterfamilie. Es stammt aus dem Jahre 1752, der Keller ist noch älter. In ihm lebten bis zu 32 Menschen. Das 1992 eröffnete Museum ist insbesondere für Kinder und Schulklassen ausgerichtet, Themen sind Bergische Geschichte, historisches Lernen, Familienlebensläufe, Beschäftigung, Handwerk und Fachwerk.